# Castle Bravo
Castle Bravo var kodnamnet för USA:s provsprängning av den (oavsiktligt) största vätebomb amerikaner detonerade ovan jord. Bomben detonerades den 1 mars 1954 på Bikiniatollen, Marshallöarna som en del av Operation Castle, en längre rad tester av olika kärnvapen.
Bombens radioaktiva nedfall orsakade flera fall av förgiftningar, bland annat av besättningen på den japanska fiskebåten Daigo Fukuryū Maru.

## Bomben

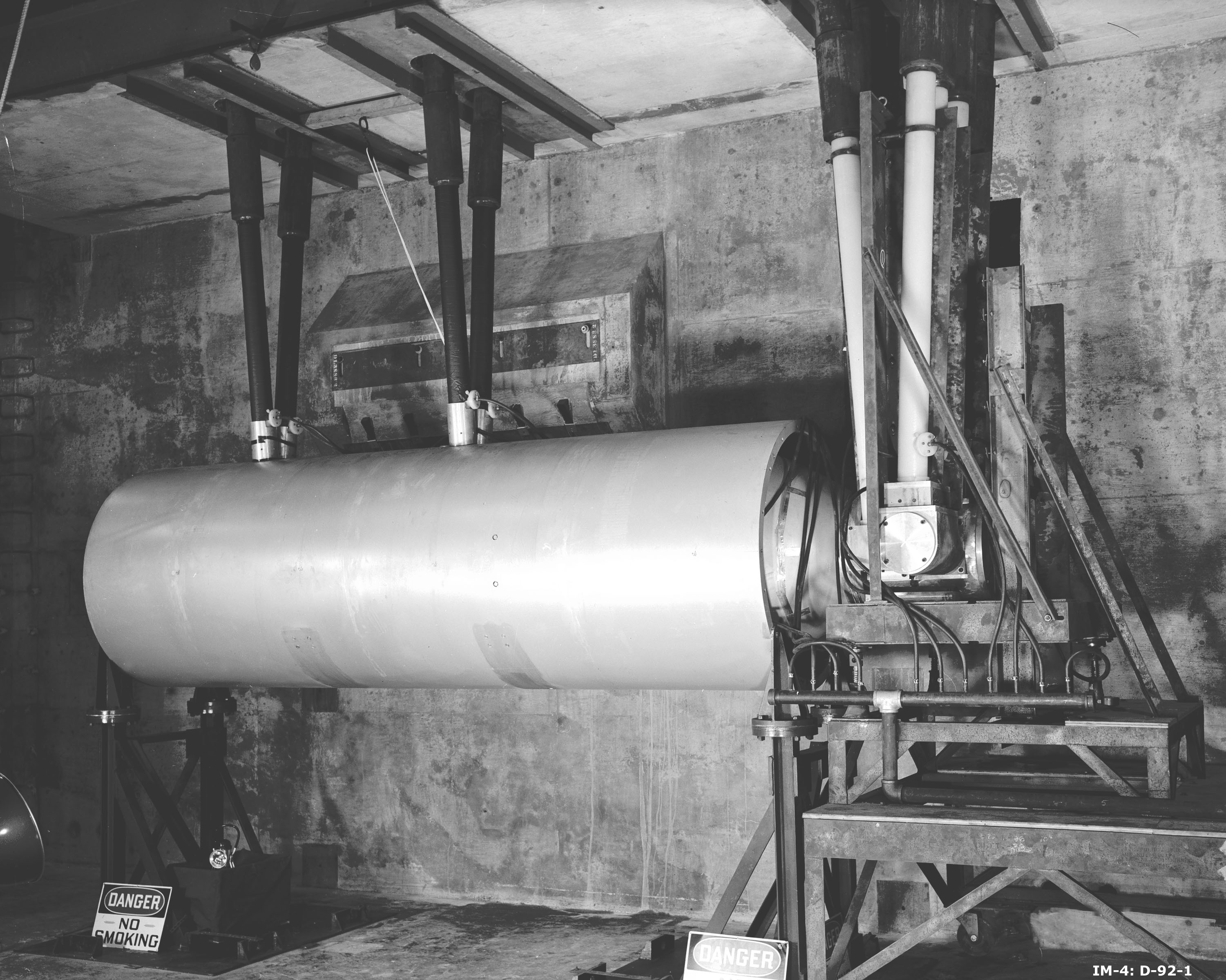
The Shrimp

Castle Bravo blev på grund av en felkalkylering vid konstruktionen det kraftfullaste kärnvapen som detonerats av USA. Bomben utvecklade en sprängkraft cirka 2,5 gånger den uppskattade. Med en sprängverkan på 15,4 megaton var Castle Bravo cirka 1 200 gånger kraftfullare än atombomberna som fälldes över Hiroshima och Nagasaki. 
Bombkonstruktionen, kallad The Shrimp ("räkan", på grund av de böjda rörledningarna från bombskalets ena ände), var den första amerikanska vätebomben med fast fusionsbränsle, till skillnad från Ivy Mike som använde väteisotopen deuterium i flytande, nedkyld form som fusionsbränsle.  
Ett misstag gjordes i den fysiska konstruktionen, vilket gjorde bomben cirka 2.5 gånger starkare än planerat. Istället för deuterium användes en förening i fast form, mellan litium och deuterium, litiumdeuterid. Litiumisotopen 6litium  har tre protoner, tre neutroner i atomkärnan. När 6Li träffas av neutroner bildas väteisotopen tritium (3H), bränslet i en vätebomb. 6Li var svårt att få tag på i ren form, så det litium man använde innehöll 70 % 7litium (fyra neutroner). Denna litiumisotop troddes inte kunna genomgå samma reaktion som 6Li, men i explosionen tappade 7Li en av sina neutroner, blev 6Li, som i sin tur bildade ännu mer tritium.  

## Eftermäle
Fiskebåtar långt utanför säkerhetszonen drabbades av detonationen av Castle Bravo. Den efterföljande förgiftningen av besättningen ombord på Daigo Fukuryū Maru ledde till en ökning i Japan av protester mot kärnvapen. Testet jämfördes med bombningarna av Hiroshima och Nagasaki, och Castle Bravo-testet har ofta varit en del av intrigen i japanska filmer, särskilt i berättelser om Godzilla.
Efter testet uppskattade USA:s energidepartement att 253 invånare på Marshallöarna påverkades av det radioaktiva nedfallet.
Den kvinnliga befolkningen på Marshallöarna har en sextio gånger högre dödlighet i livmoderhalscancer än en befolkning i USA på fastlandet. Dödligheten i lungcancer är tre gånger högre än befolkningen på fastlandet. Dödligheten för den manliga befolkningen på Marshallöarna i lungcancer är fyra gånger högre än den totala frekvensen i USA, och antalet fall av cancer i munhålan är tio gånger större.
Kratern syns fortfarande på satellitfoto av Bikiniatollens nordvästra hörn.
Den största vätebomben, och den största kärnvapenexplosionen hittills på jorden, är Tsar Bomba på 50 megaton. Den provades av Sovjetunionen på Novaja Zemlja år 1961. 